# Shining stars bless
«Shining stars bless» es el primer sencillo de Kaori Utatsuki, cantante japonesa miembro del conocido grupo de producción de música electrónica, I've Sound, siendo también el debut de cara al gran público de la vocalista.
La canción que da título a este sencillo fue usada como canción de apertura de la serie de anime, "Nanatsuiro Drops", siendo por lo tanto la primera vez que la cantante participa en una serie de animación. La segunda canción, de este sencillo, titulada "I'm home" es la versión en acústico de una canción que fue en su día utilizada como tema de cierre de la serie de anime Tsuyokiss, y cuya versión original había sido incluida en el recopilatorio de canciones dempa Short circuit II.
Este sencillo fue publicado con el sello discográfico Geneon, el día 8 de agosto del año 2007, primero en una edición limitada de CD y DVD. Después fue publicada una edición regular solamente de CD. El DVD de la edición limitada contiene el videoclip promocional de la canción titular del disco, además de su making.

## Canciones
1. «Shining stars bless»
Letra: KOTOKO y Kaori Utatsuki
Composición y arreglos: Maiko Iuchi
2. «I'm home» (Unplugged)
Letra: KOTOKO
Composición y arreglos: Kazuya Takase
3. «Shining stars bless» (Instrumental)
Composición y arreglos: Maiko Iuchi
4. «I'm home» (Unplugged-instrumental)
Composición y arreglos: Kazuya Takase